# فرودگاه بین‌المللی سانتوپکا
فرودگاه بین‌المللی سانتوپکا (به انگلیسی: Santo-Pekoa International Airport) یک فرودگاه با کد یاتا SON است که یک باند فرود آسفالت دارد و طول باند آن ۱۹۸۸ متر است. این فرودگاه در شهر لوگانویل کشور وانواتو قرار دارد و در ارتفاع ۵۶ متری از سطح دریا واقع شده است.

## شرکت‌های هواپیمایی و مقصدهای پروازی
| شرکت‌های هواپیمایی | مقصدهای پروازی                                        | Terminal      |
| ----------------- | ----------------------------------------------------- | ------------- |
| ایر وانواتو       | بریزبن، لا تنتوتا                                     | International |
| ایر وانواتو       | کریگ کوو، گاوا، Longana، باورفیلد، وانوا لاوا، Walaha | Domestic      |